# Jarosław Tioskow
Jarosław Tioskow (ur. 30 lipca 1955 w Białymstoku) – polski gitarzysta (również grający techniką slide), wokalista, harmonijkarz, kompozytor. 
Wspólnie z Ryszardem Skibińskim założył w Białymstoku w roku 1976 zespół Kasa Chorych. 
Po rozwiązaniu zespołu w 1984 roku dalej prowadził działalność muzyczną w licznych składach. Do najważniejszych z nich należy zaliczyć:
- 1984–1985 Guy People Acoustic and Electric Blues Band (duet ze skrzypkiem Cezarym Czternastkiem). Zespół wystąpił m.in. na "Zaduszkach bluesowych", Jesieni z Bluesem '84, Rawie Blues w 1985.
- 1985–1988 Grupa Jarosława Tioskowa w składzie: Jarosław Tioskow (gitara, śpiew), Dariusz Chociej (gitara), Piotr Chociej (gitara basowa), Tomasz Ring (skrzypce), Marek Nowakowski (harmonijka), Mirosław Wiechnik (perkusja)
- 1989–1991 Modern Blues w składzie: Jarosław Tioskow (gitara, śpiew), Dariusz Chociej (gitara), Piotr Chociej (gitara basowa), Tomasz Ring (skrzypce), Dariusz Lebieżyński (instrumenty klawiszowe), Mirosław Wiechnik (perkusja)
- 1992–1994 JJJ Band w składzie: Jerzy Opaliński (śpiew, gitara), Jarosław Tioskow (gitara, śpiew), Jacek Kaczyński (gitara basowa)

W 1992 "macierzysty" zespół Tioskowa, Kasa Chorych wznowił działalność koncertową.
W 2003 Jarosław Tioskow uczestniczył w nagraniu wspomnieniowej płyty Tribute to Ryszard "Skiba" Skibiński, projektu sygnowanego przez harmonijkarza Michała "Cielaka" Kielaka. Płyta zawiera stare utwory zespołu Kasa Chorych w nowych wersjach, nagranych przez muzyków z różnych zespołów, zaproszonych do tego projektu przez Michała Kielaka.